# Doret
Doret (Francia, ... – ...; fl. XVIII secolo) è stato un inventore francese.
Di origine francese è l'inventore di una macchina per la produzione del cioccolato. Nel 1778 mise a punto una macchina automatica, idraulica, che permetteva di macinare la pasta di cacao e vaniglia e mescolarla con lo zucchero.
Il signor Doret creò così il primo sistema industriale in grado di creare quelle che attualmente sono le barrette di cioccolata, talmente interessante che fu acquisito dalla famiglia Caffarel che così si presentavano alla loro clientela: “Caffarel padre e figlio produttori di cioccolato, mediante macchina idraulica, premiata da Sua Maestà, di stanza fuori Porta Susa, nel proprio fabbricato, sulla passeggiata del Principe Eugenio, con deposito in Piazza Castello accanto al 14”.